# 滨海波利尼亚诺
滨海波利尼亚诺（義大利語：Polignano a Mare），是意大利普利亚大区巴里廣域市的一个市镇。总面积62平方公里，人口17718人，人口密度285.8人/平方公里（2009年）。ISTAT代码为072035。